# Ester Peony
Ester Alexandra Crețu (n. 21 iulie 1993, Câmpulung, Argeș, România), cunoscută profesional ca Ester Peony (o adaptare în limba engleză a numelui mamei ei, Bujorica), este o cântăreață și compozitoare româno-canadiană. Ea a reprezentat România la Concursul Muzical Eurovision 2019 cu piesa „On a Sunday”. Din martie 2019, Ester Peony este artistă a casei de discuri Cat Music.

## Biografie
Ester Alexandra Crețu s-a născut în 1993 în Câmpulung. Și-a petrecut copilăria în Montréal, Canada, unde a început să studieze jazz-ul de la vârsta de opt ani. Patru ani mai târziu s-a întors în România și s-a înscris la Liceul de Artă „Dinu Lipatti” din Pitești, secția Pian. La 13 ani s-a transferat la secția Chitară clasică până în clasa a IX-a, când și-a continuat studiile la secția Canto clasic. În 2013 a fost admisă la Facultatea de Interpretare Muzicală din cadrul Universității Naționale de Muzică din București, unde a studiat jazz-ul. Un an mai târziu, Ester Peony a început să compună pentru artiști precum DJ Rynno, Sylvia, Tamy și Pepe.

## Carieră muzicală

### 2015–2018: Debutul
În 2014, Ester s-a făcut remarcată în mediul online prin înregistrarea unor coveruri în stil propriu, fapt care i-a adus aprecierea internauților, dar și piatra de temelie către semnarea unui contract cu o casă de discuri din România. Un an mai târziu, Ester a debutat pe radio și TV cu piesa „Sub aripa ta”. O coproducție MusicExpertCompany–Sprint Music, „Sub aripa ta” este compusă de Mahia Beldo, iar versurile sunt scrise de Doddy și Vescan. Piesa s-a clasat săptămâni la rând în topurile radiourilor și posturilor TV de muzică din România. În aceeași perioadă, Ester a început să concerteze atât solo, cât și în cadrul unui turneu organizat prin țară alături de Puya, Vescan, Doddy și Anastasia. În 2018 lansează primul EP, „Dig It”, unde Ester se numără printre principalii compozitori.

### 2019: Concursul Muzical Eurovision
Pe 20 decembrie 2018, Televiziunea Română a anunțat cei 24 de semifinaliști ai Selecției Naționale 2019, printre aceștia regăsindu-se și Ester Peony. În a doua semifinală, organizată la Arad, „On a Sunday”, piesă compusă de Ester și Alexandru Șerbu, pe versurile Ioanei Victoria Badea, a fost selectată de juriul național pentru a accede în finala din 17 februarie 2019. În finala de la București, piesa s-a clasat pe primul loc, cu un total de 65 de puncte, 62 din partea juriului internațional și trei acordate prin televot. Victoria ei este una surprinzătoare, având în vedere că ocupantele locurilor 2 și 3, respectiv Laura Bretan și Bella Santiago, erau considerate marile favorite în finala Eurovision România 2019.

## Viață personală
Ester Peony este într-o relație cu Alexandru Șerbu, producătorul piesei „On a Sunday”.

## Discografie

### EP-uri
| Titlu  | Detalii                                                                         |
| ------ | ------------------------------------------------------------------------------- |
| Dig It | - Lansat: 12 mai 2018 - Casă de discuri: independent - Format: digital download |

### Single-uri
| Titlu                                                                       | An   | Album |
| --------------------------------------------------------------------------- | ---- | ----- |
| „Iubire”                                                                    | 2014 | N/A   |
| „Cuminte de Crăciun” (feat. Ana Baniciu, Puya, Doddy, Vescan & Mahia Beldo) | 2014 | N/A   |
| „Sub aripa ta” (feat. Vescan)                                               | 2015 | N/A   |
| „1000 de motive” (feat. Phelipe)                                            | 2016 | N/A   |
| „On My Way”                                                                 | 2017 | N/A   |
| „So Fine”                                                                   | 2017 | N/A   |
| „Leaving Tomorrow”                                                          | 2017 | N/A   |
| „Dig It”                                                                    | 2018 | N/A   |
| „On a Sunday”                                                               | 2018 | N/A   |
| „Tatoué” (feat. Sasha Lopez)                                                | 2021 | N/A   |